# Levasseur PL 3
Le Levasseur PL 3 était un avion de reconnaissance triplace embarqué, réalisé durant l'entre-deux-guerres en France par la société Levasseur. 